# Votrubova chata
Votrubova chata, v turistickém žargonu Votrubovka (polsky Schronisko Votruby, maďarsky Votrubamenedékház, Wotrubamenedékház, německy Votrubahütte, Wotrubahütte) byla původně vojenskou stavbou, později chatou v Dolině Bielej vody ve Vysokých Tatrách. Stálá pod Predným Kopským sedlem, na severozápad od Velkého Bieleho plesa a bezprostředně na jih od stezky na Kopské sedlo. Zanikla v roce 1942.

## Historie
Po skončení první světové války vojáci nově vytvořené československé armády začali obsazovat strategická místa v nové Československé republice. Do Popradu přišla 6. ledna 1919 2. horská brigáda. Její příslušníkem byl nadporučík – velitel 3. roty 7. horského praporu, od roku 1920 štábní kapitán Václav Dusil, později major a podplukovník. Mimo jiné byl pověřen účastnit se práce Československo-polské delimitační komise, která měla za úkol s konečnou platností vyřešit spory o novou hranici s Polskem a vytyčit severní hranici v oblasti Západních, Vysokých a Belianských Tater, která měla vést po hřebeni Tater.
Územní nároky Poláků se i navenek projevovaly koncentrací jejich vojska v chatách polských Tater. Javorová a Bielovodská dolina byly v oblasti polského zájmu. A to Václavu Dusilovi vnuklo myšlenku zajistit hranice s Polskem přítomností vojáků v tatranských dolinách. Navrhl, aby vojsko postavilo v Dolině Bielych plies pod Předním Kopským sedlem chatku se dvěma místnostmi. Byla dokončena v srpnu 1922 Pojmenovali ji Votrubova chata na počest tehdejšího velitele 2. horské brigády ve Spišské Nové Vsi a předsedy podtatranské župy Klubu československých turistů generála Jana Votruby. Na výstavbu přispělo i ústředí klubu v Praze. Když byly československo-polské hranice pravomocně ustáleny, chata byla v roce 1924 předána do správy Kežmarského odboru Klubu československých turistů.
Slavnostně byla otevřena 1. července 1924. Její prvními sezónními správci byli dva studenti. Turisté se ji pokusili, bez ohlasu, přejmenovat na Jánošíkovu chatu. Na podzim 1924 zde začal chatařit Jozef Kertész z Kežmarku. Působil zde do roku 1927. Votrubova chata se stala oblíbeným místem lyžařů. Měla kuchyň, předsíň, jídelnu a společnou noclehárnu s 32 postelemi. Zakrátko to nestačilo. V roce 1932 Klub československých turistů vybudoval na zadní straně přístavbu s jídelnou, noclehárnou a pokoji v mansardkách. Kapacita lůžek se zvýšila na 42. Chatařem byl tehdy Bohdan Pohla, který zde působil do roku 1938. Po něm nastoupil Alojz Krupitzer. V roce 1942 chatu rozebrali a místo ní u Veľkého Bieleho plesa postavili Kežmarskou chatu. 

## Galerie

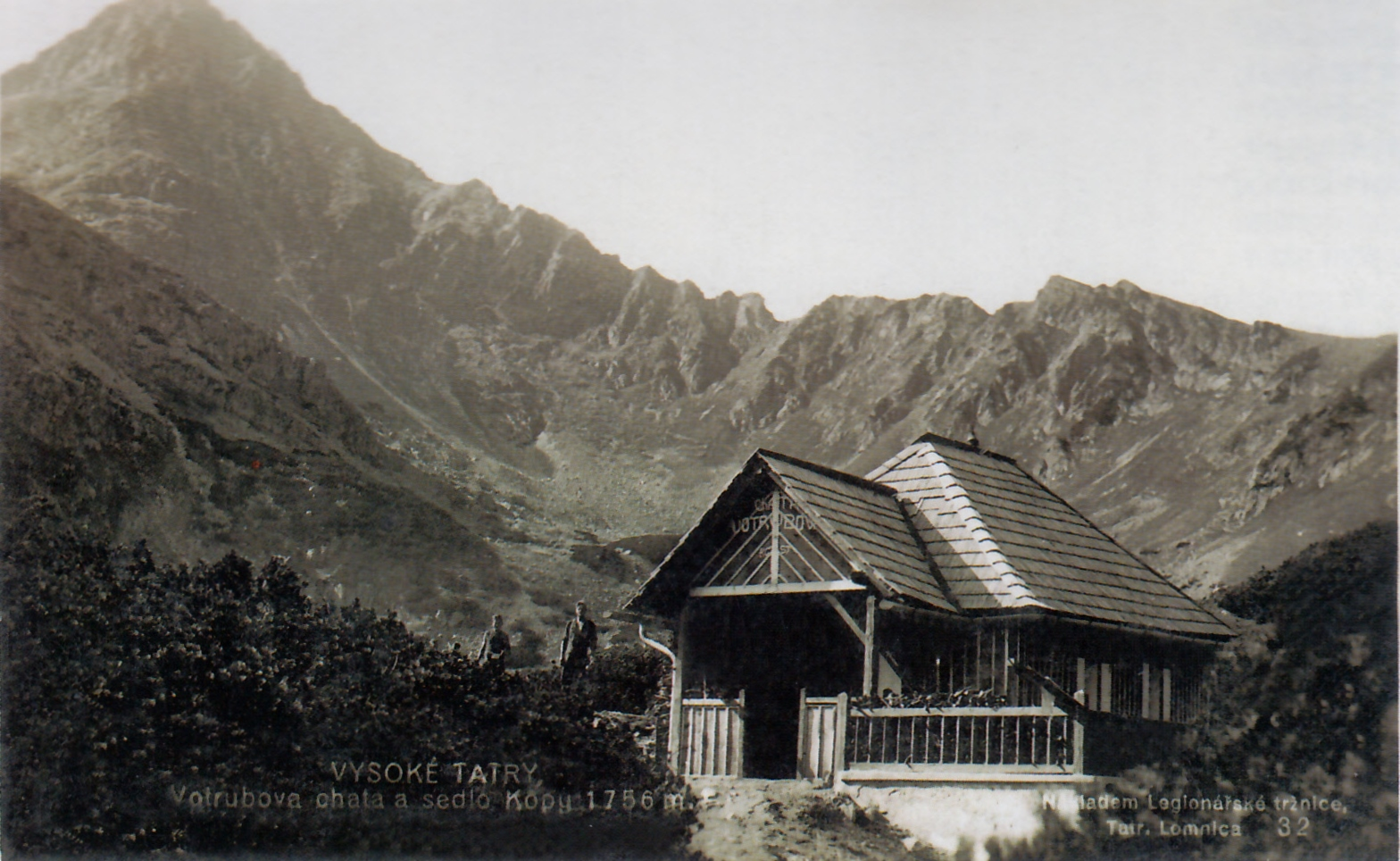
Votrubova chata pod Předním Kopským sedlem v roce 1931
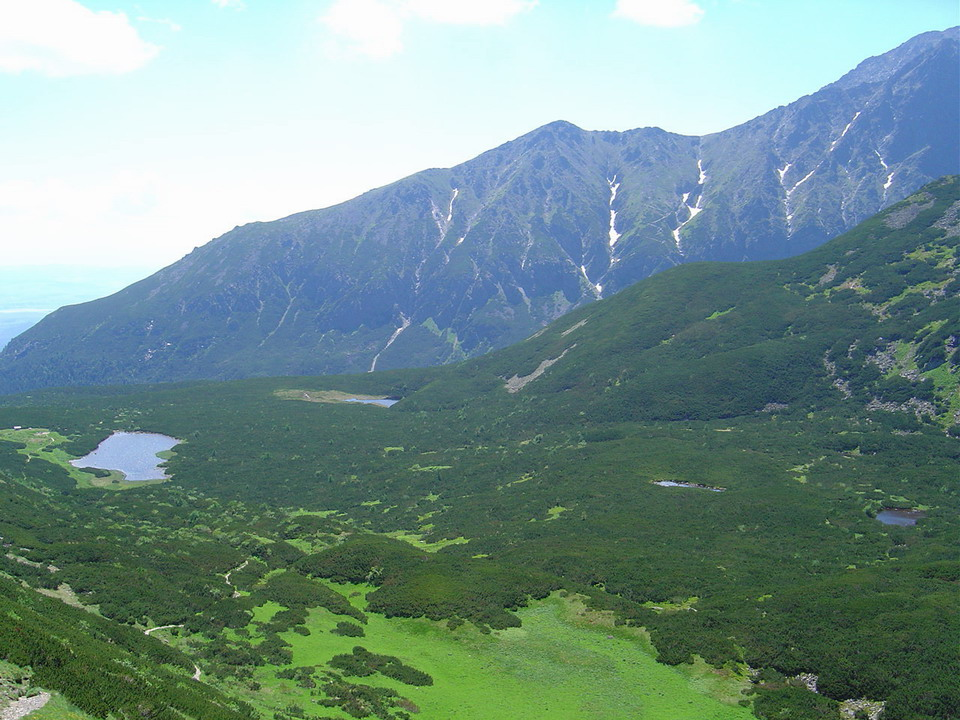
Dolina Bielych plies z Předního Kopského sedla.
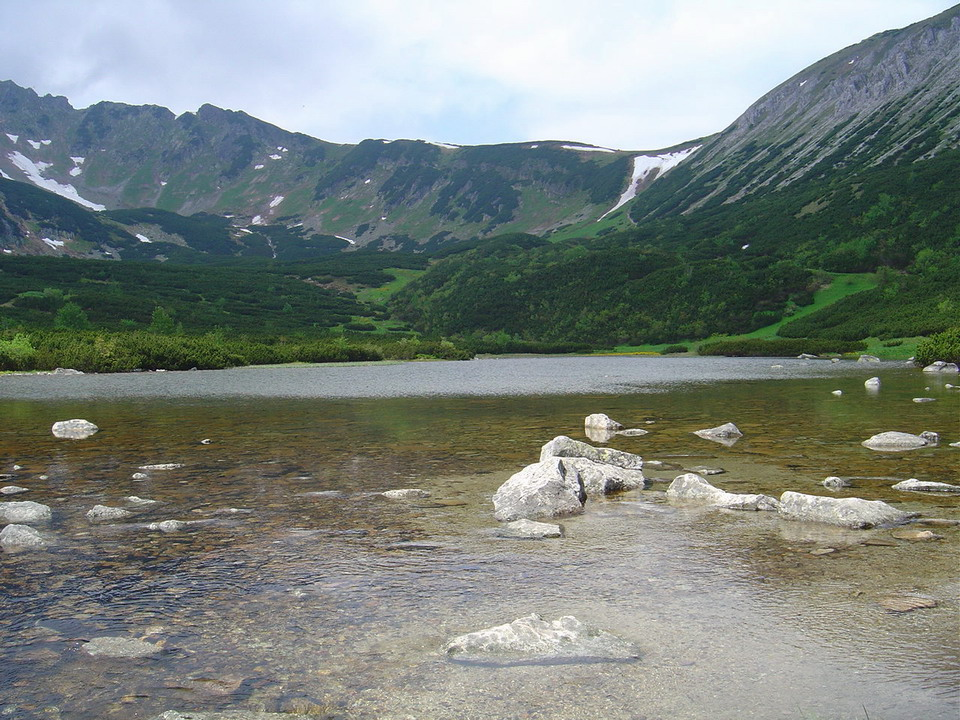
Přední Kopské sedlo od Velkého Bílého plesa
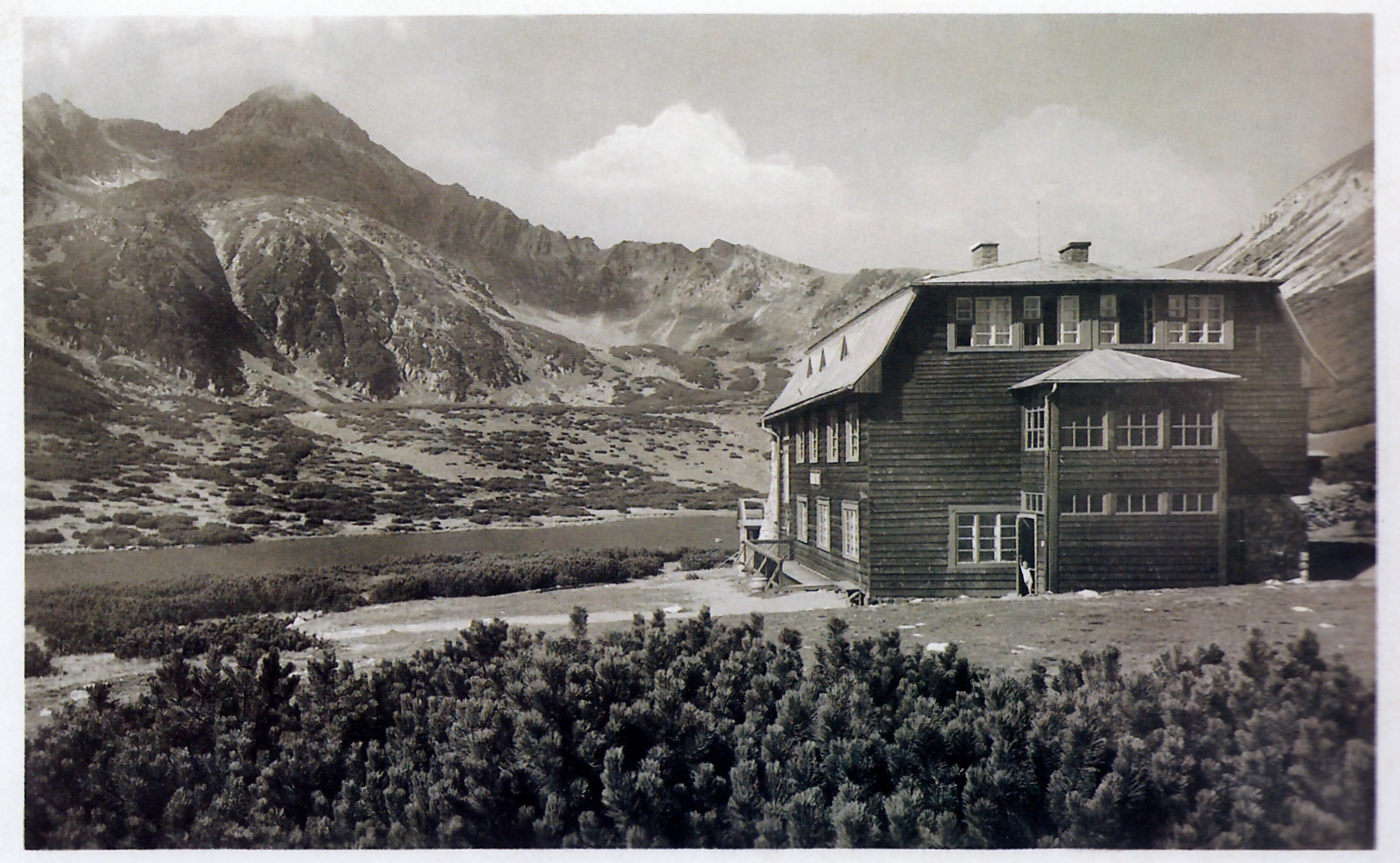
Kežmarská chata nahradila Votrubová chatu. rok 1948